# 123-я пехотная дивизия (вермахт)
123-я пехотная дивизия (нем. 123. Infanterie-Division) — тактическое соединение сухопутных войск вооружённых сил нацистской Германии периода Второй мировой войны.

## История
123-я пехотная дивизия была сформирована 5 октября 1940 года на территории военного учебного центра «Регенвурмлагер» в 3-м военном округе во время 11-й волны мобилизации Вермахта.
В боях с советскими войсками 123-я дивизия в течение осени-зимы 1943—1944 годов понесла колоссальные потери и в феврале остатки соединения были отведены в тыл, где её остатки сформировали 123-ю тактическую группу, которая вместе с разгромленными в Украине 38-й и 62-й пехотными дивизиями вошла в состав корпусной группы «F».

## Местонахождение
- с октября 1940 по июнь 1941 (Восточная Пруссия)
- с июня 1941 по март 1944 (СССР)

## Подчинение
- 2-й армейский корпус 16-й армии группы армий «Север» (июль 1941 — август 1943)

## Командиры
- генерал-лейтенант Вальтер Лихель (5 октября 1940 — 6 августа 1941)
- генерал-лейтенант Эрвин Раух (6 августа 1941 — 17 октября 1943)
- генерал-лейтенант Эрвин Менни (17 октября — 1 ноября 1943)
- генерал-лейтенант Эрвин Раух (1 ноября 1943 — 15 января 1944)
- генерал-майор Луис Тронньер (15 января — 1 марта 1944)

## Состав
- 415-й пехотный полк (Grenadier-Regiment 415)
- 416-й пехотный полк (Grenadier-Regiment 416)
- 418-й пехотный полк (Grenadier-Regiment 418)
- 123-й артиллерийский полк (Artillerie-Regiment 123)
- 123-й сапёрный батальон (Pionier-Bataillon 123)
- 123-й противотанковый дивизион (Panzerjäger-Abteilung 123)
- 123-й батальон связи (Nachrichten-Abteilung 123)
- 123-й отряд материального обеспечения (Nachschubtruppen 123)
- 123-й полевой запасной батальон (Feldersatz-Bataillon 123)

### 7 июля 1941 года
- 123-я пехотная дивизия:
  - Штабная рота 123-й дивизии (2 пулемёта)
    - 123-й (моторизованный) взвод картографии

  - 409-й пехотный полк
    - 1 взвод связи
    - 1 саперный взвод (3 ручных пулемёта)
    - 1 полковой оркестр
    - 1 конный взвод
    - 3 пехотных батальона
      - 3 пехотные роты (12 ручных пулемёта, 3 50-миномёта)
      - 1 пулемётная рота (12 пулемётов, 6 80-мм миномётов)
      - 1 пулемётная рота поддержки пехоты (2 150 мм & 6 75-мм ПТ-орудий)
      - 1 (моторизованная) противотанковая батарея (2 50-мм ПАК 50, 9 37-мм Pak 36 и 4 пулемёта)

  - 416-й пехотный полк: то же, что и 415-й пехотный полк
  - 418-й пехотный полк: то же, что и 415-й пехотный полк
  - 123-й разведывательный батальон
    - 1 (t-mot) взвод связи
    - 1 конный эскадрон (9 ручных пулемётов и 2 станковых пулемёта)
    - 1 велосипедный эскадрон (3 50-мм миномёта, 2 станковых пулемёта, & 9 ручных пулемётов)
    - 1 (моторизованный) разведывательный эскадрон
    - 1 противотанковый взвод (1 ручной пулемёт и 3 37-мм Pak 36)
    - 1 взвод пионеров (3 ручных пулемёта)
    - 1 взвод орудий поддержки пехоты (2 75-мм ПТ-орудия)

  - 123-й противотанковый дивизион
    - 1 (моторизованный) взвод связи
    - 3 (моторизованные) противотанковые батареи (2 50-мм PAK 50, 9 37-мм Pak 36 и 4 ручных пулемёта)

  - 123-й артиллерийский полк
    - Штаб полка
    - Полковой оркестр
    - Метеорологический отдел
    - 1-3-й дивизионы, каждый в составе:
      - 1 штабная рота
      - Топографическая секция
      - 3 батареи (4 105-мм пулемёта и 2 ручных пулемёта)

    - 4-й дивизион
      - 1 штабная рота
      - 3 батареи (4 150-мм орудия sFH и 2 ручных пулемёта)

  - 123-й батальон связи
    - 1 (t-mot) телефонная рота
    - 1 (моторизованный) радиорота
    - 1 (моторизованный) колонна снабжения световых сигналов

  - 123-й пионерный батальон
    - 2 пионерские роты (9 ручных пулемётов)
    - 1 (моторизованный) пионерская рота (9 ручных пулемётов)
    - 1 лёгкая (моторизованная) колонна инженерного снабжения
    - 1 (моторизованная) мостовая колонна "Б" (исключена к концу года)

  - 123-й батальон полевого пополнения (3 стрелковые роты)
  - 123-й отряд снабжения
    - 1-3/123-я лёгкие (моторизованное) колонны снабжения
    - 4-6/123-я конная колонна снабжения
    - 7-9/123-я лёгкие конные колонны снабжения (добавлены до конца года)
    - 10/123-я лёгкая (моторизованная) колонна снабжения горючим
    - 123-я рота технического обслуживания (моторизованная)
    - 123-я лёгкая рота снабжения

  - 123-я (моторизованная) пекарня
  - 123-я (моторизованная) мясная секция
  - 123-я (моторизованная) секция квартирмейстера
  - 1/123-я (моторизованная) медицинская рота
  - 2/123-я (конная) медицинская рота
  - 123-й (моторизованный) полевой госпиталь
  - 1/,2/123-я санитарные колонны
  - 123-я ветеринарная рота
  - 123-й (моторизованный) взвод военной полиции
  - 123-я (моторизованная) полевая почта[1]